# أمين أباد (ساوجبلاغ)
أمين أباد هي قرية في مقاطعة ساوجبلاغ، إيران. عدد سكان هذه القرية هو 37 في سنة 2006.